# معهد الأبحاث المختصة بالخلق
معهد الأبحاث المختصة بالخلق معهد لاهوت دفاعي يقع مقره في دالاس تكساس متخصص في مجال التعليم والبحوث وتشجيع وسائل الإعلام لدعم العلم الخلقي والخلق التوراتية. المعهد يتبنى الكتاب المقدس باعتباره وثائقي معصوم ومصدرا للحقيقة العلمية والتاريخية فضلا عن الحقائق الدينية والأخلاقية، ويتبنى فكرة خلقية الارض الفتية. وترفض البيولوجيا التطورية، وهو ما تعتبره ذات تأثير أخلاقي واجتماعي مفسد ويهدد الاعتقاد الديني. اسس المعهد هنري موريس في عام 1972 بعد الانقسام التنظيمي مع مركز بحوث علوم الخلق.
```
وللمعهد دور كبير في نشر 
الاعتراضات على التطور
 في الولايات المتحدة من خلال تقديم العلم خلقي في الكنائس والمدارس الدينية، والانخراط في المناقشات العامة ضد أنصار التطور
[
6
]
[
7
]
 كما يقدم المعهد شهادات غير معتمدة في الكتاب المقدس الدفاع عن العقائد المسيحية.
[
8
]
```